# Polarna czapa lodowa

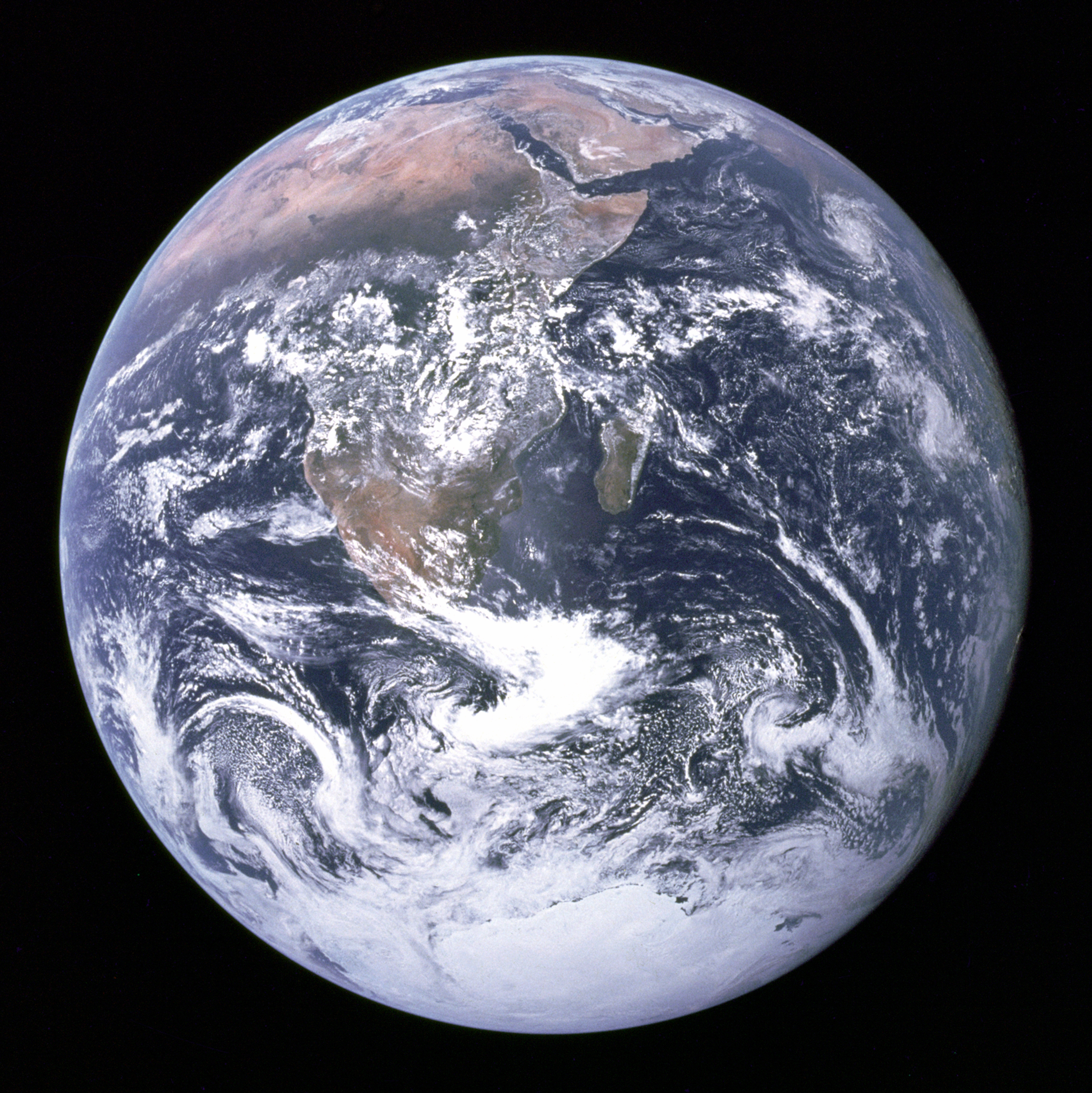
Ziemia widziana ze statku Apollo 17, z widoczną południową czapą polarną.

Polarna czapa lodowa – obszar okołobiegunowy planety (lub księżyca planety) pokryty lodem. Termin ten obejmuje zarówno obszary pokryte lądolodami, jak też lód morski. Na Ziemi występują one w Arktyce i Antarktyce.
Polarne czapy lodowe może tworzyć zarówno lód wodny, jak też inne substancje występujące w stanie stałym w obszarze podbiegunowym danego ciała niebieskiego; na Marsie, oprócz wody, czapy polarne tworzy zestalony dwutlenek węgla.

## Ziemskie czapy polarne
Na Ziemi czapy lodowe pokrywają kontynent Antarktydy i okoliczne morza (półkula południowa) oraz Ocean Arktyczny wraz z wyspą Grenlandią (północna). W ujęciu rocznym ich zasięg zmienia się na skutek sezonowych zmian pokrywy lodu morskiego. W ujęciu wieloletnim trend zmian jest różny dla obu półkul. W związku z ociepleniem klimatu w Arktyce maleje zarówno zasięg lodu morskiego, jak i lądowego. W Antarktyce zaś spada powierzchnia zajmowana przez lód lodowcowy, powiększa się natomiast zasięg sezonowego lodu morskiego. W historii geologicznej zasięg czap polarnych ulegał znacznym wahaniom, w okresach zlodowaceń obejmowały one znaczną część obu półkul, ale bywały też okresy gdy Ziemia nie posiadała czap polarnych, a w regionach podbiegunowych panował klimat umiarkowany. Lądolody, bardzo rozległe w plejstocenie, ograniczają się obecnie do Antarktydy na półkuli południowej i lądolodu grenlandzkiego na półkuli północnej. Przy dzisiejszym układzie kontynentów nawet całkowite stopienie czap lodowych nie spowodowałoby znacznego zmniejszenia powierzchni lądów na Ziemi, ale dotknęłoby wiele gęsto zamieszkanych, nizinnych obszarów nadmorskich.

## Marsjańskie czapy polarne

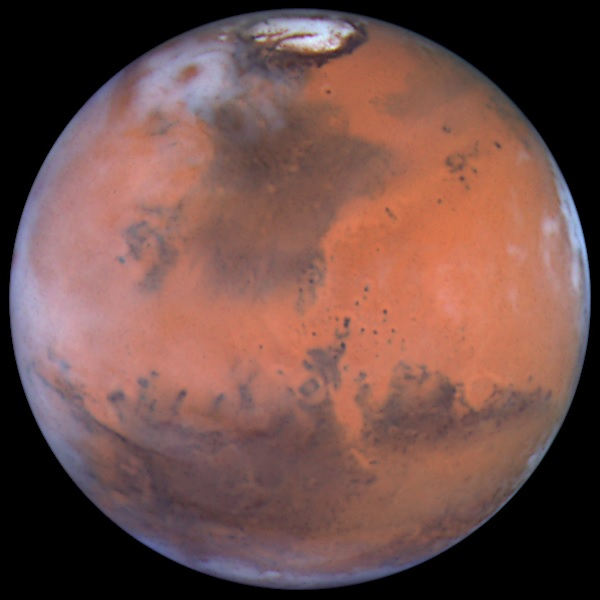
Mars widziany przez Kosmiczny Teleskop Hubble’a, z widoczną północną czapą polarną.

Mars również posiada czapy polarne na obu biegunach, przy czym północna ma większy zasięg. Są one złożone z zamarzniętej wody z dodatkiem dwutlenku węgla, czyli suchego lodu. Ze względu na nachylenie osi obrotu Marsa podobne do ziemskiego, na obu planetach występują podobne pory roku. W czasie marsjańskiej zimy w północnej okolicy podbiegunowej powstaje warstwa zamarzniętego dwutlenku węgla o miąższości 1 metra, która sublimuje całkowicie w lecie; zimowa warstwa suchego lodu na południu jest osiem razy grubsza i nie znika całkowicie nawet w lecie. Szczeliny widoczne w północnej czapie lodowej, w tym wielki kanion Chasma Boreale, ukazują liczne warstwy lodu i pyłu naniesionego przez burze piaskowe.

## Czapy polarne na księżycach Układu Słonecznego

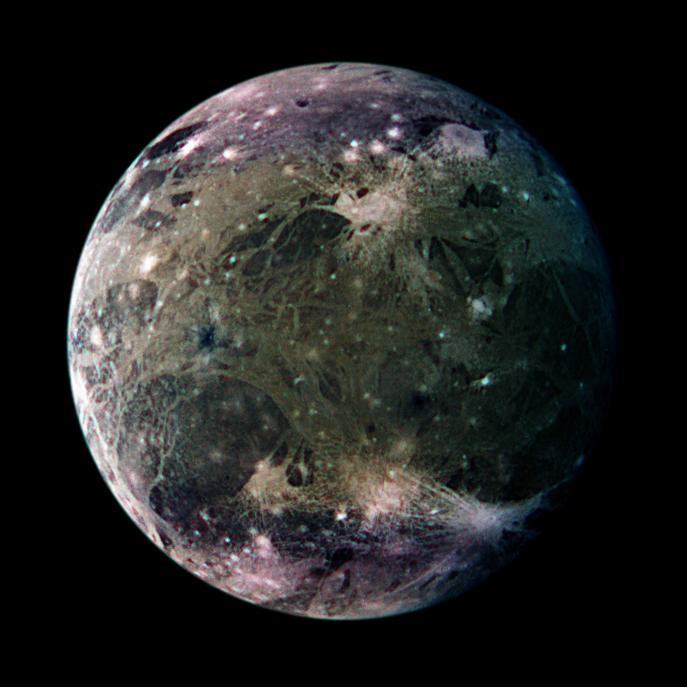
Ganimedes w sztucznie podkreślonych kolorach, uwidaczniających czapy polarne

Czapy lodowe, złożone głównie z lodu wodnego, posiada krążący wokół Jowisza Ganimedes, największy księżyc w Układzie Słonecznym. Ich istnienie (i brak czapy polarnej na podobnej wielkości księżycu Kallisto) może być związane z dawną aktywnością geologiczną Ganimedesa, lub też z uderzeniami cząstek plazmy poruszającej się w polu magnetycznym Jowisza.
Także na Trytonie, księżycu Neptuna, sonda Voyager 2 zaobserwowała rozległą południową czapę polarną. Tworzy ją zestalony azot i metan. Czapa lodowa występuje prawdopodobnie również na Plutonie.